# Škoda 03T
Škoda 03T (nazwy handlowe Astra (asynchronní tramvaj), Anitra (w Brnie – asynchronní nízkopodlažní tramvaj) i Elektra, pierwotnie oznaczana Škoda Inekon LTM 10.08) – typ częściowo niskopodłogowego trójczłonowego tramwaju, wytwarzanego w latach 1997–2005 w zakładach Škoda Transportation. Produkcję seryjną rozpoczęto w 1998 r., prototypy skonstruowano już na przełomie lat 1997 i 1998.

## Konstrukcja
03T to jednokierunkowy, czteroosiowy, silnikowy, częściowo niskopodłogowy wagon tramwajowy zbudowany z trzech członów, które są wzajemnie złączone przegubami. Po prawej stronie nadwozia zamontowano czworo drzwi odskokowo-przesuwnych (w środkowym członie dwoje dwuskrzydłowych, w skrajnych po jednych jednoskrzydłowych).
Środkowy człon jest zawieszony między członami skrajnymi, które podparte są dwuosiowymi wózkami. Nadwozie tramwaju posiada szkielet zespawany ze stalowych profili charakteryzujących się zwiększoną odpornością na korozję.
Na dachu tramwaju zamontowano wyposażenie elektryczne, które umożliwia rekuperację energii elektrycznej podczas hamowania. Do napędu tramwaju zastosowano silniki asynchroniczne z rozruchem tranzystorowym opartym o IGBT.
Środkowy człon tramwaju jest niskopodłogowy, z podłogą na wysokości 350 mm nad główką szyny. Człon ten stanowi 50% długości tramwaju. Skrajne człony są wysokopodłogowe (780 mm), a wejście do nich prowadzi po schodach. Pod drzwiami środkowego członu zamontowano wysuwaną platformę pozwalającą na wjazd na pokład wózków inwalidzkich i dziecięcych.

## Prototypy
Oba prototypy tramwaju 03T powstały w 1997 r. Każdy z nich miał jednak od początku inne losy. Pierwotnie obydwa tramwaje miało otrzymać Pilzno, gdzie miały być przeprowadzone jazdy próbne. Ponieważ jednak w tym czasie Dopravní podnik Ostrava w tym czasie zamówił dwa tramwaje, na przełomie lat 1997 i 1998 pierwszy prototyp trafił do Ostrawy, gdzie przeszedł jazdy próbne. Od 17 kwietnia 1998 r. prototyp otrzymał numer 1201 i został włączony do ruchu liniowego. Na początku września, po dostawie pierwszego tramwaju z produkcji seryjnej, prototyp zwrócono producentowi, który z kolei przekazał tramwaj przewoźnikowi Plzeňské městské dopravní podniky. Wagon ten otrzymał nowy numer 300 i od początku października 1998 jeździł w Pilźnie w ruchu liniowym. Po wypadku w styczniu 2006 r. został odstawiony, a jesienią 2007 r. ostatecznie wycofany z powodu braku możliwości pozyskania nietypowych części zamiennych. W 2008 r. został zezłomowany.
Drugi prototypowy tramwaj testowano w 1998 r. w Pilźnie. Właśnie ten wagon posłużył do uzyskania homologacji dla typu 03T. Po pomyślnym zakończeniu procesu homologacji, latem 1998 r. tramwaj wprowadzono do eksploatacji z numerem 301. Z powodu nietypowej konstrukcji wagon poddano standaryzacji: zmieniono schemat malowania, napęd drzwi i półautomatyczny sprzęg z przodu wagonu (pierwotnie testowano i planowano eksploatację tramwajów 03T w składach dwuwagonowych). Wagon nr 300 miał półautomatyczne sprzęgło z tyłu, a wagon nr 301 z przodu.

## Dostawy
| Państwo        | Miasto          | Typ            | Lata dostaw    | Liczba | Numery taborowe | Uwagi     |       |
| -------------- | --------------- | -------------- | -------------- | ------ | --------------- | --------- | ----- |
| Czechy         | Brno            | 03T5           | 2003           | 1      | 1805            |           | [ 4 ] |
| Czechy         | Brno            | 03T6           | 2003–2005      | 14     | 1806–1819       |           | [ 4 ] |
| Czechy         | Brno            | 03T7           | 2006           | 2      | 1820, 1821      |           | [ 4 ] |
| Czechy         | Most – Litvínov | 03T5           | 2001–2002      | 2      | 201, 202        |           | [ 5 ] |
| Czechy         | Ołomuniec       | 03T1           | 1998           | 2      | 201, 202        |           | [ 6 ] |
| Czechy         | Ołomuniec       | 03T2           | 1999           | 1      | 203             |           | [ 6 ] |
| Czechy         | Ołomuniec       | 03T3           | 1999           | 1      | 204             |           | [ 6 ] |
| Czechy         | Ostrawa         | 03T1           | 1998           | 2      | 1201, 1202      |           | [ 7 ] |
| Czechy         | Ostrawa         | 03T2           | 1999           | 7      | 1203–1209       |           | [ 7 ] |
| Czechy         | Ostrawa         | 03T4           | 2001           | 2      | 1210, 1211      |           | [ 7 ] |
| Czechy         | Ostrawa         | 03T5           | 2001           | 3      | 1212–1214       |           | [ 7 ] |
| Czechy         | Pilzno          | 03T0           | 1998–1999      | 2      | 300, 301        | prototypy | [ 8 ] |
| Czechy         | Pilzno          | 03T2           | 1999           | 2      | 302, 303        |           | [ 8 ] |
| Czechy         | Pilzno          | 03T3           | 1999–2000      | 4      | 304–307         |           | [ 8 ] |
| Czechy         | Pilzno          | 03T4           | 2000           | 3      | 308–310         |           | [ 8 ] |
| Łączna liczba: | Łączna liczba:  | Łączna liczba: | Łączna liczba: | 48     |                 |           |       |